# Strip Tease (álbum)
Strip Tease es el segundo álbum en formato casete de la banda peruana de rock, Rio, y su cuarto álbum de estudio en general, publicado en 1991.

## Lista de canciones
| Cara A |                          |          |  |
| N.º    | Título                   | Duración |  |
| 1.     | «Strip tease»            | 4:08     |  |
| 2.     | «Palacio de justicia»    | 4:15     |  |
| 3.     | «Al norte de América»    | 4:37     |  |
| 4.     | «Niños»                  | 4:35     |  |
| 5.     | «Tienes que pagarme más» | 3:17     |  |

| Cara B |                    |          |  |
| N.º    | Título             | Duración |  |
| 1.     | «Es que te quiero» | 4:42     |  |
| 2.     | «Tarara»           | 3:17     |  |
| 3.     | «Dulce y amargo»   | 5:01     |  |
| 4.     | «Sobrevivir»       | 4:48     |  |
| 5.     | «Mañana será»      | 5:00     |  |